# Нешава
Нешава (пол. Nieszawa, нім. Nessau) — місто центральній Польщі, на річці Вісла.
Належить до Александровського повіту Куявсько-Поморського воєводства.

## Демографія
Демографічна структура станом на 31 березня 2011 року:
|          | Загалом | Допрацездатний вік | Працездатний вік | Постпрацездатний вік |
| -------- | ------- | ------------------ | ---------------- | -------------------- |
| Чоловіки | 970     | 187                | 684              | 99                   |
| Жінки    | 1039    | 183                | 614              | 242                  |
| Разом    | 2009    | 370                | 1298             | 341                  |